# Valéry Rosier
Pour les articles homonymes, voir Rosier (homonymie).
Valery Rosier est un réalisateur et scénariste belge né à Ixelles en 1977. Il est notamment l'auteur des courts-métrages Bonne Nuit et Dimanches, films multi-primés, ce dernier obtenant le prix Découverte Kodak de la cinquantième Semaine de la critique au festival de Cannes 2011.

## Biographie
Valéry Rosier naît à Ixelles le 8 décembre 1977. 
Il est diplômé en 2001 des études d’ingénieur de gestion à l’Université catholique de Louvain.
Il entame ensuite des études de réalisateur à l'Institut des arts de diffusion à Louvain-la-Neuve. 
En 2008, il réalise le court Bonne Nuit, qui sera primé des dizaines de festivals et nommé aux European Film Awards en 2009. Il travaille comme assistant sur de nombreux longs métrages et participe à des projets d’arts vidéo.
En 2011, il produit et réalise un nouveau court, Dimanches, qui remporte de très nombreux prix dont le prix Découverte Kodak à la 50e Semaine de la critique à Cannes ainsi que le Magritte du cinéma du meilleur court-métrage.
En 2013, il termine son premier documentaire, Silence Radio, qui reçoit de nombreux prix dont le Fipa d’Or 2013 à Biarritz et le prix Mitrani 2013. Il réalise ensuite Babel Express, une série documentaire de 8 × 26 minutes en 2014, qu'il produit avec Arte.
En 2016, il termine son premier long-métrage, Parasol, sélectionné et primé dans de nombreux festivals. Le film remporte deux Magritte du cinéma en février 2017.

## Parenté
Valéry Rosier est l'arrière-arrière-petit-fils de l'industriel et politicien Alfred Rosier, fondateur de la société Engrais Rosier (située à Moustier, dans la commune de Frasnes-lez-Anvaing). Il est aussi l'arrière petit-fils du Professeur Valery Poliakoff.

## Filmographie
Assistant réalisateur
- 2006 : Nue Propriété de Joachim Lafosse
- 2006 : The Room de Giles Daoust
- 2007 : Missing de Matthieu Donck
- 2008 : Les Poissons marteaux d'André Chandelle
- 2010 : Beyond the Steppes de Vanja d'Alcantara

Réalisateur
- 2005 : Yéti (court-métrage de fin d'étude)
- 2007 : E411 (produit par Helicotronc, réalisé avec Méryl Fortunat Rossi)
- 2008 : Bonne nuit (court-métrage produit par Need Productions et Perspective Films)
- 2011 : Dimanches (court-métrage produit par Papyrus Films et Ultime Razzia Productions )
- 2013 : Silence radio (documentaire produit par Perspective Films et Need Production)
- 2015 : Parasol
- 2019 : La Grand-Messe (film)

## Récompenses
Bonne nuit
- Nomination aux European Film Awards de la European Film Academy pour Bonne Nuit
- Prix du jury au festival de cinéma d'Alès pour Bonne Nuit
- Grand prix au 56th Belgrade Documentary and Short Film Festival pour Bonne Nuit
- Grand prix du 9e Festival francophone de Vaulx-en-Velin pour Bonne Nuit
- Grand prix du festival du court-métrage à Bruxelles pour Bonne Nuit
- Mention spéciale du jury Nenzing Film Festival Alpinale, Autriche pour Bonne Nuit
- Mention spéciale du jury Filmfestival Dresden Allemagne pour Bonne Nuit
- Meilleur scénario au 20es Journées rencontres ciné-jeunes du Tarn pour Bonne Nuit
- Meilleur court-métrage du Festival international du film indépendant de Bruxelles pour Bonne Nuit
- Prix European film Academy au Festival du court-métrage de Dráma, Grèce 2009 pour Bonne Nuit
- Meilleur réalisateur au festival du film de Timisoara, 2010 pour Bonne Nuit

Dimanches
- Prix Découverte Kodak de la cinquantième Semaine de la critique au festival de Cannes 2011 pour Dimanches
- Nomination aux European Film Awards de la European Film Academy pour Dimanches
- Mention spéciale Petit rail d'or, Semaine de la critique au festival de Cannes 2011 pour Dimanches
- Prix de la communauté française au Brussels Short Film Festival 2011 pour Dimanches
- Prix Be TV, Brussels Short Film Festival 2011 pour Dimanches
- Mention spéciale du jury presse, Brussels Short Film Festival 2011 pour Dimanches
- Grand prix du jury au festival « Parties de campagnes » à Ouroux-en-Morvan pour Dimanches
- Prix coup de cœur RTBF au festival « Le court en dit long », Paris pour Dimanches
- Meilleur court-métrage à l'International Film Festival of Bratislava 2011 pour Dimanches
- Premier prix au European Short Film Festival "Unlimited" Cologne 2011 pour Dimanches
- Prix des auteurs (SACD), Festival du court-métrage de Namur « Média 10-10 » 2011 pour Dimanches
- Mention spéciale du jury pour la mise en scène, Festival Tous courts Aix-en-Provence 2011 pour Dimanches
- Prix du meilleur court-métrage international, Festival international du film d'amour de Mons 2012 pour Dimanches
- Meilleur court-métrage au Magritte du cinéma 2012 pour Dimanches
- Grand prix du jury, Festival Itinérances d'Alès 2012 pour Dimanches

Silence Radio
- Fipa d'or 2013 du meilleur documentaire pour Silence radio
- Prix Télérama au Fipa 2013 pour Silence radio
- Prix Mitrani au Fipa 2013 pour Silence radio
- Mention spéciale au Festival international du film documentaire et du film d'animation de Leipzig, 2013 pour Silence Radio
- Grand Prix au festival du documentaire Traces de vies 2013 pour Silence Radio

Parasol
- Prix du Public au Festival international du film d'Amiens 2015
- Magritte du cinéma de la meilleure image 2017
- Magritte du cinéma de la meilleure musique originale 2017
- Prix de l'excellence technique au World Premiere Film Festival aux Philippines 2016
- Nomination au Prix des lycéens du cinéma 2017

La Grand Messe
- Prix du public au Brussels Film Festival 2019
- Nomination Meilleur Documentaire au Magritte du cinéma 2019
- Grand Prix du Trento Film Festival 2019
- Prix du Meilleur documentaire au BCN Sports Film Festival 2019
- Prix Vie Humaine au Festival International du Film de Montagne d'Autrans 2019
- Meilleur film culture montagne au BANFF 2019